# Dawson (Yukon)
Dawson City oder Dawson ist eine Kleinstadt in Kanada am rechten Ufer des Yukon, an der Mündung des Klondike River, 240 km südlich des nördlichen Polarkreises.
Dawson ist, mit deutlichem Abstand zu Whitehorse, die zweitgrößte Stadt im Territorium Yukon in Kanada. Ab der Gründung des Territoriums 1898 war Dawson dessen Hauptstadt, bis die Regierung 1953 in das 535 km südlich gelegene Whitehorse umzog.

## Geschichte

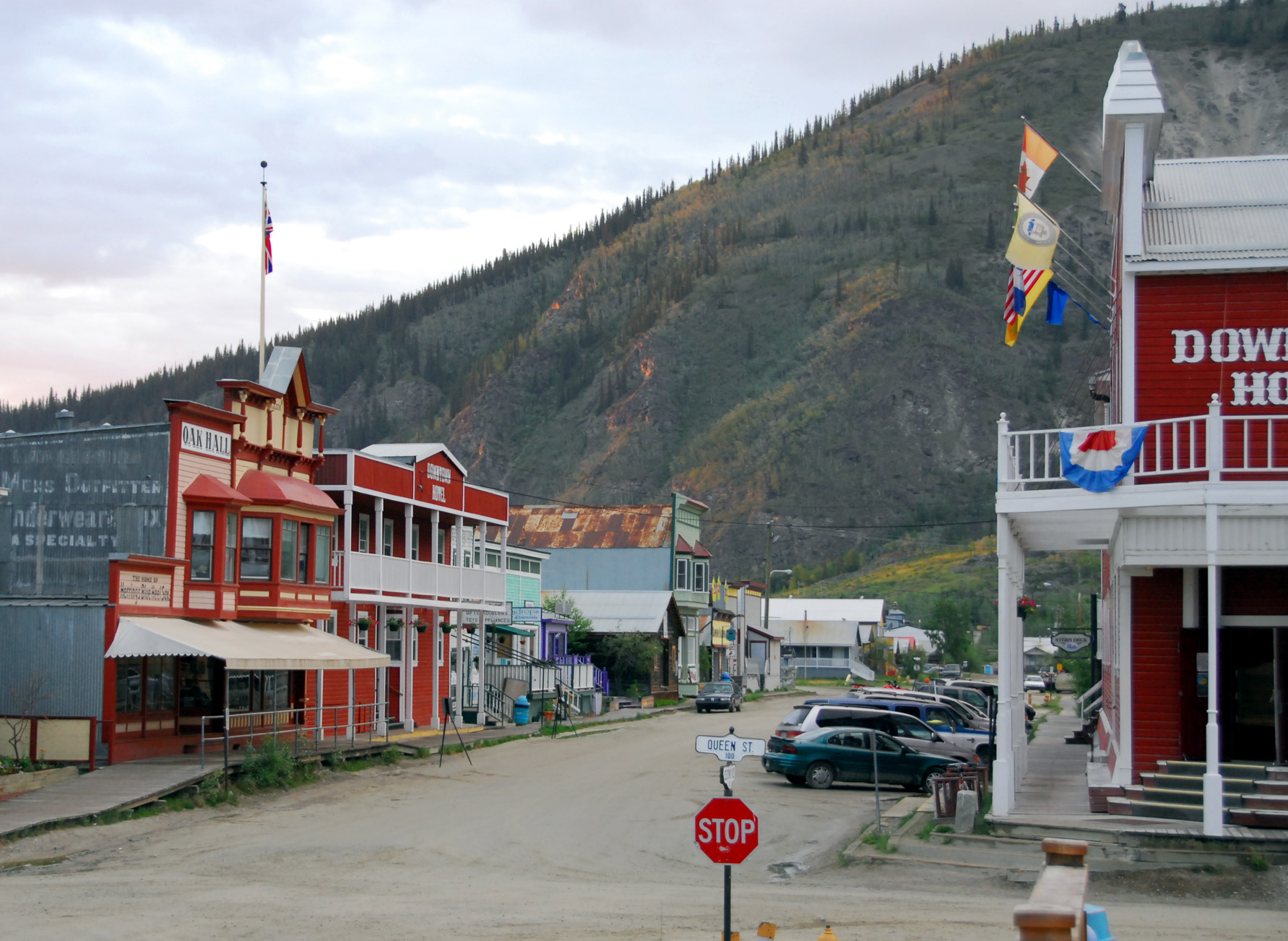
Downtown Dawson

Die Siedlung wurde 1896 zu Beginn des legendären Klondike-Goldrauschs gegründet und nach dem kanadischen Geologen George Mercer Dawson benannt, der die Region erforscht hatte.
Zu erreichen war Dawson nur über den White Pass oder den berüchtigten Chilkoot Trail und danach über einen langen und beschwerlichen Weg per Hundeschlitten oder Kanu, später per Schaufelraddampfer auf dem Yukon. 1898 erreichte die Einwohnerzahl mit 16,000–17,000 Menschen ihren Höhepunkt. Eine der einflussreichsten Personen der Stadt war zu jener Zeit die Unternehmerin Belinda Mulrooney. Es war die größte Stadt westlich von Winnipeg und nördlich von Seattle. Nach dem Ende des „Gold Rush“ ging die Einwohnerzahl rapide zurück. Bereits 1899 lebten nur noch 8.000 Einwohner dort, 1902 nur noch 5.000.

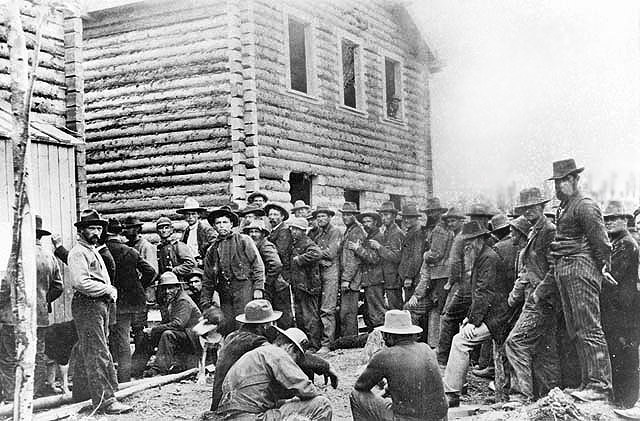
Goldsucher warten auf die Registrierung ihrer Claims
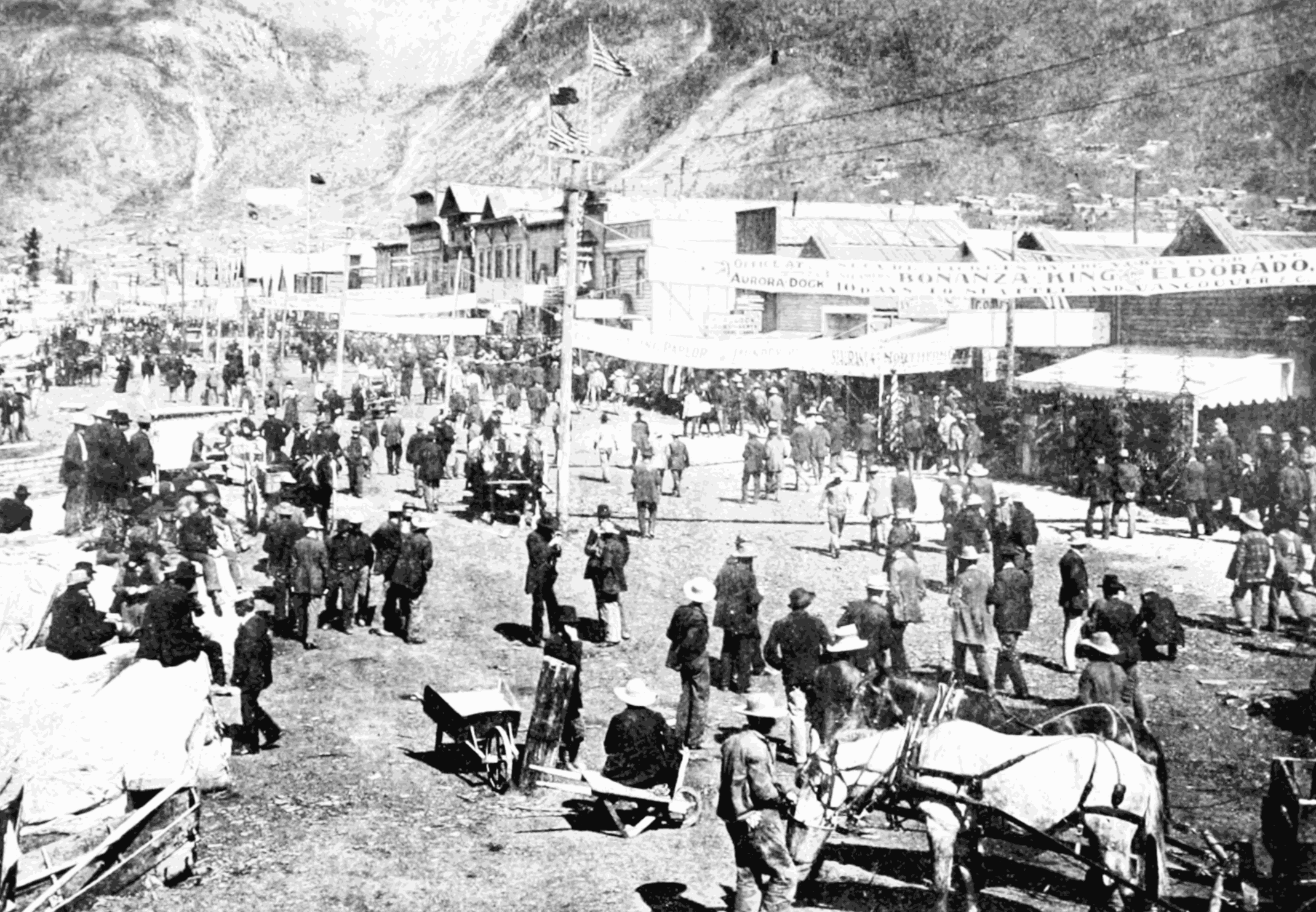
Straße in Dawson, Juli 1899

## Demographie
Die letzte offizielle Volkszählung, der Census 2016, ergab für die Ansiedlung eine Bevölkerungszahl von 1.375 Einwohnern, nachdem der Zensus 2011 für die Gemeinde nur eine Bevölkerungszahl von 1.319 Einwohnern ergab. Die Bevölkerung nahm damit im Vergleich zum letzten Zensus im Jahr 2011 um 4,2 % zu und entwickelte sich schwächer als im Durchschnitt des Territoriums, dort mit einer Bevölkerungszunahme von 5,8 %. Im Zensuszeitraum 2006 bis 2011 hatte die Einwohnerzahl in der Gemeinde noch um 0,6 % abgenommen, während sie im Durchschnitt des Territoriums um 11,6 % zunahm.
Zum Zensus 2016 lag das Durchschnittsalter der Einwohner bei 39,5 Jahren und damit leicht über dem Durchschnitt des Territoriums von 39,1 Jahren. Das Medianalter der Einwohner wurde mit 39,7 Jahren ermittelt. Das Medianalter aller Einwohner des Territoriums lag 2016 bei 39,5 Jahren. Zum Zensus 2011 wurde für die Einwohner der Gemeinde noch ein Medianalter von 39,3 Jahren ermittelt, bzw. für die Einwohner der Territoriums bei 39,1 Jahren.

## Klima
Das Klima in Dawson ist subarktisch (Dfc gemäß der Klimaklassifikation nach Köppen und Geiger). Die durchschnittliche Temperatur im Juli beträgt 15,6 °C und im Januar −26,7 °C. Die höchste je gemessene Temperatur war 34,7 °C am 31. Mai 1983, während mit −55,8 °C am 11. Februar 1979 die tiefste Temperatur gemessen wurde. Temperaturen unter −30 °C treten im Winterhalbjahr sehr häufig auf. Besonders die harten und sehr kalten Winter haben den Goldgräbern der Gründungszeit zu schaffen gemacht. Alle Daten von 2000.
|                        | Jan   | Feb   | Mär   | Apr  | Mai  | Jun  | Jul  | Aug  | Sep  | Okt  | Nov   | Dez   |   |       |
| Mittl. Temperatur (°C) | −26,7 | −22,4 | −11,9 | 0,1  | 8,3  | 13,7 | 15,6 | 12,5 | 5,9  | −5   | −17,9 | −24,7 | ⌀ | −4,3  |
| Mittl. Tagesmax. (°C)  | −22,5 | −16,5 | −3,6  | 7,6  | 15,5 | 21,3 | 23,1 | 19,8 | 12,2 | −0,5 | −13,9 | −20,4 | ⌀ | 1,9   |
| Mittl. Tagesmin. (°C)  | −30,9 | −28,2 | −20,2 | −7,5 | 1    | 6    | 8,1  | 5,1  | −0,6 | −9,4 | −21,8 | −28,9 | ⌀ | −10,5 |
|                        |       |       |       |      |      |      |      |      |      |      |       |       |   |       |
| Niederschlag (mm)      | 19,2  | 12,7  | 11,1  | 8    | 28,4 | 40,4 | 48,4 | 42,5 | 35   | 31,6 | 25,8  | 21,3  | Σ | 324,4 |
|                        |       |       |       |      |      |      |      |      |      |      |       |       |   |       |
| Regentage (d)          | 6     | 4     | 2     | 3    | 6    | 6    | 8    | 8    | 8    | 8    | 7     | 7     | Σ | 73    |
|                        |       |       |       |      |      |      |      |      |      |      |       |       |   |       |
| Luftfeuchtigkeit (%)   | 76    | 78    | 79    | 69   | 58   | 60   | 70   | 75   | 78   | 85   | 81    | 75    | ⌀ | 73,7  |

| −30,9 |

| −28,2 |

| −20,2 |

| −7,5 |

| 1 |

| 6 |

| 8,1 |

| 5,1 |

| −0,6 |

| −9,4 |

| −21,8 |

| −28,9 |

| −30,9 |

| −28,2 |

| −20,2 |

| −7,5 |

| 1 |

| 6 |

| 8,1 |

| 5,1 |

| −0,6 |

| −9,4 |

| −21,8 |

| −28,9 |

## Sehenswürdigkeiten

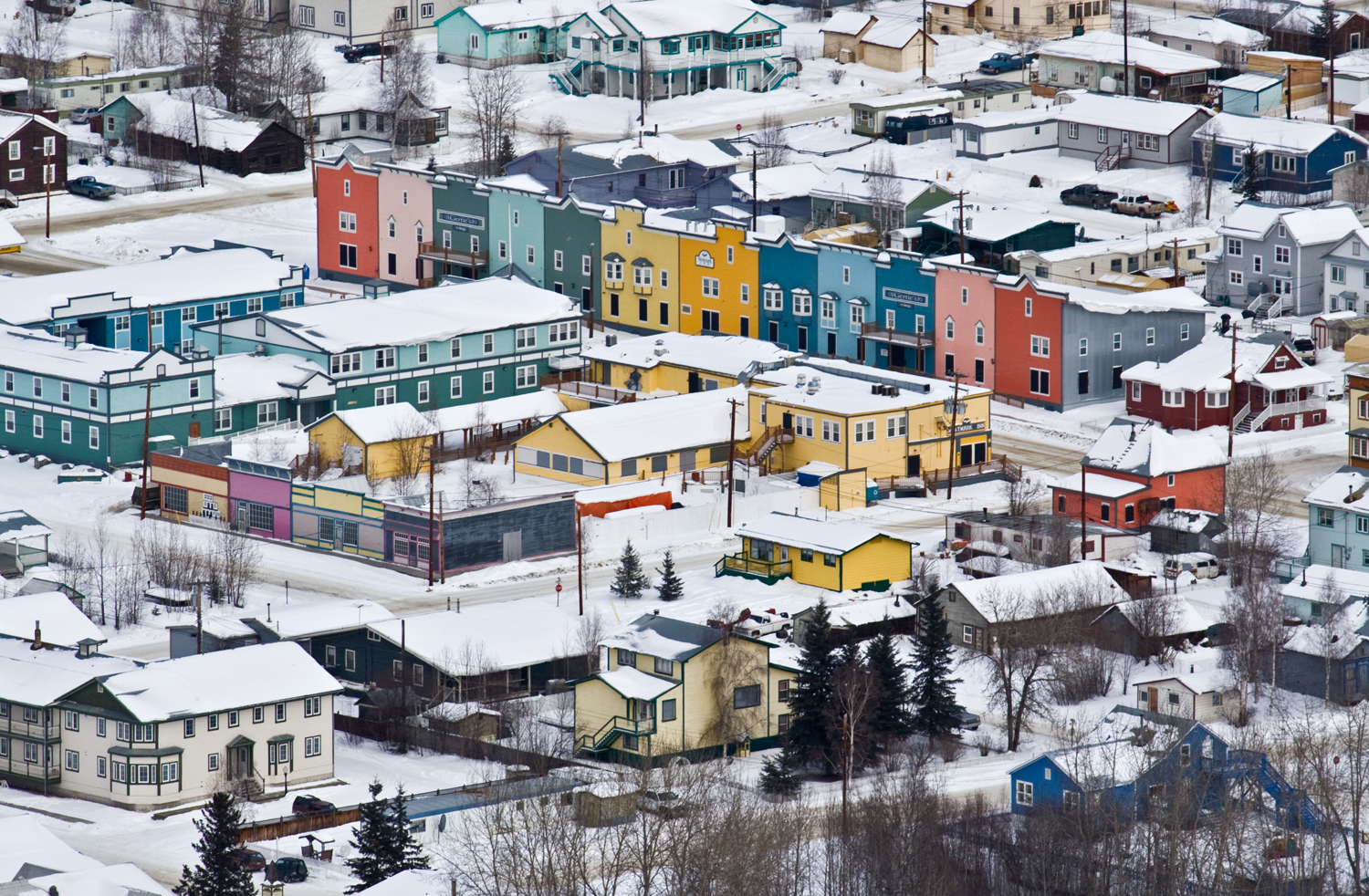
Restaurierte Gebäude an der Fifth Ave

Werbeplakat der Klondike Visitors’ Association von 1978

Bierdeckel des Spielcasinos Diamond Tooth Gertie’s

Die Auswirkungen des Goldrausches auf die traditionelle Landnutzung, das Siedlungsmuster sowie die Wirtschaft der Tr’ondek Hwech’in First Nation und die Erinnerung an das damit verbundene Leid, die Enteignung und Marginalisierung der indigenen Bevölkerung wird von der UNESCO als schützenswert betrachtet. Im Jahr 2023 erklärte die UNESCO während der 45. Session des Welterbekomitee ein Gebiet von 230 ha in Dawson sowie dem am Rand der Gemeinde gelegenen Tr’ochëk zusammen mit sechs weiteren mit der Geschichte der Tr’ondek Hwech’in und dem Goldrausch verbundene Gebiete im Umland unter dem Titel Tr’ondëk-Klondike zum Weltkulturerbe.
Zahlreiche Häuser der Goldgräberstadt sind restauriert worden und wurden in einen historischen Bezirk eingegliedert, in dem genaue Bau- und Erhaltungsvorschriften gelten. Auch neue Gebäude müssen hier im historischen Stil gebaut werden. Zwischen 1958 und 2001 wurden der Dawson Historical Complex (1958), das ehemalige Territorial Court House (1981), das Yukon Hotel (1982), das Gebäude der Canadian Bank of Commerce (1988), die St. Paul’s Anglican Church (1989) und das Old Territorial Administration Building (2001) sowie den in Dawson ankernde Raddampfer S.S. Keno zu „nationalen historischen Stätten“ im Yukon erklärt.
Das Dawson City Museum präsentiert die Geschichte der ersten Goldminen und porträtiert die Geschichte der Häuser von Dawson. Zu sehen ist auch eine Ausstellung über die Eisenbahn zur Jahrhundertwende und ein Verzeichnis der Goldsucher. Das Feuerwehr-Museum liegt am nördlichen Ende der Stadt und stellt historische Feuerwehrwagen und Ausrüstungsgegenstände aus.
Da Dawsons Goldrausch durch Schriftsteller wie Jack London in die Weltliteratur Eingang fand, bietet die Stadt in dem Elternhaus des Schriftstellers Pierre Berton ein Writers’ Retreat an, das es Schriftstellern ermöglicht, eine Weile in der Stadt zu leben und zu arbeiten. Die Blockhütte des Schriftstellers Robert William Service ist erhalten, die von Jack London wurde von Stewart Island hierher gebracht.
Um den Besuchern ein möglichst realitätsnahes Erleben zu bieten, wurde der Free Claim #6 als freier Abenteuer-Claim auf dem historischen Bonanza Creek ausgebaut. Entsprechend der Tradition existiert immer noch ein Spielkasino, das Diamond Tooth Gertie’s. Schließlich ist auch der Raddampfer SS Keno zu besichtigen.
Im Februar macht das Yukon Quest, ein jährlich stattfindendes Hundeschlittenrennen zwischen Whitehorse und Fairbanks, in Dawson Halt. Es ist der einzige Ort, an dem während des zehn- bis vierzehntägigen Rennens Proviant aufgenommen werden darf.

## Verkehr und Tourismus

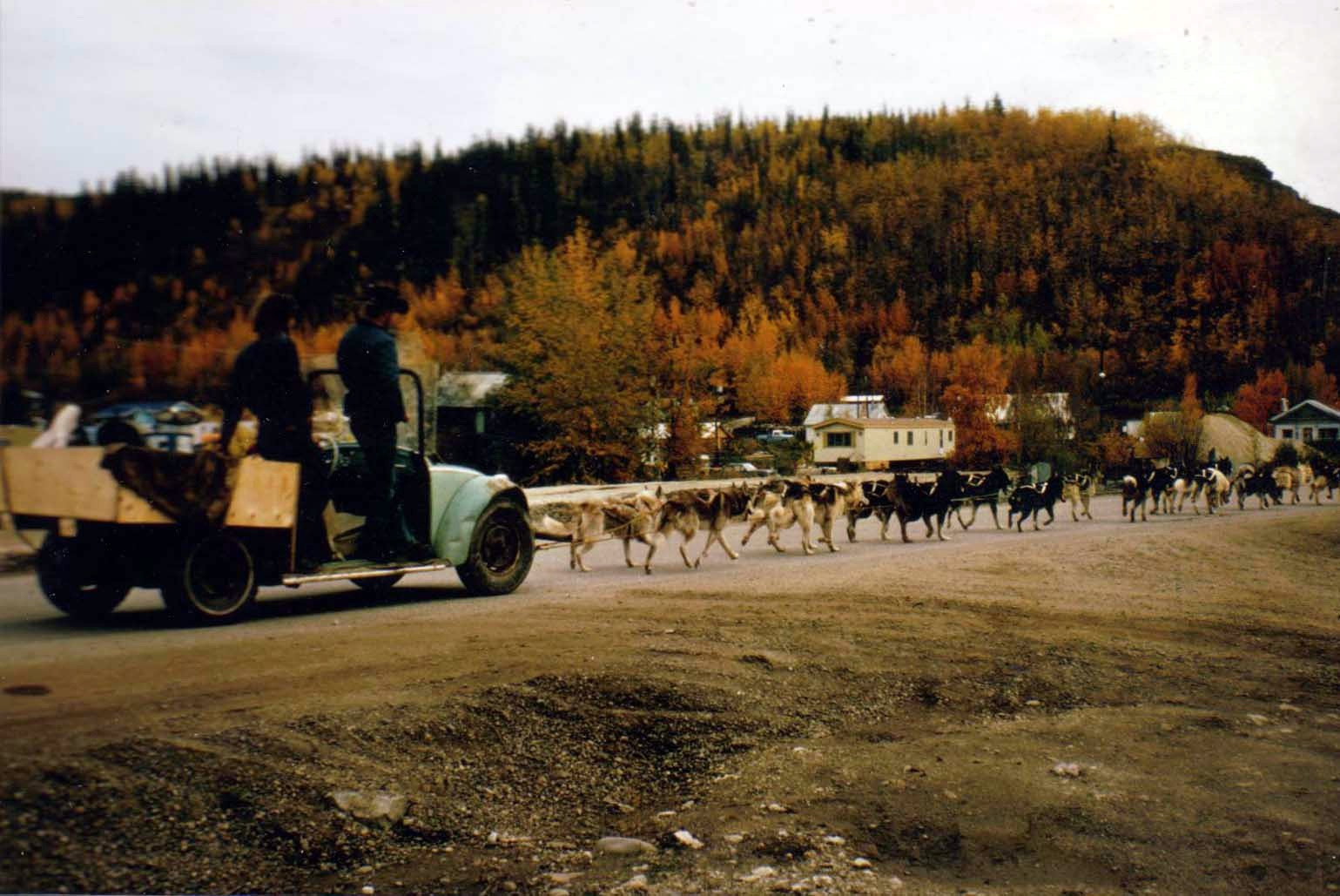
Schlittenhund-Training im herbstlichen Dawson (1978)

In Dawson gibt es Hotels wie das Downtown Hotel und das Aurora, die ganzjährig geöffnet sind. Circa 5 Minuten vor Dawson steht das Bonanza Gold Motel & RV Park ebenfalls ganzjährig für Gäste bereit. Dawson ist heute Ziel vieler Kanuten, die in Whitehorse starten und in 14 bis 16 Tagen ihre Kanadier bis Dawson paddeln. Im Zoo von Hannover sind einige Gebäude aus Dawson detailgetreu im Themenpark Yukon Bay nachgebaut worden.
Der aus Skagway (Alaska) kommende Klondike Highway führt über Whitehorse und endet in Dawson als Front Street an der Fähre über den Yukon River, von wo aus die Fahrt über den Top of the World Highway Richtung Alaska fortgesetzt werden kann. 
Der Dempster Highway beginnt etwa 40 Kilometer östlich von Dawson und führt über den Polarkreis nach Inuvik in den Nordwest-Territorien. Das weiter nördlich gelegene Tuktoyaktuk am Nordpolarmeer war bis 2017 nur im Winter über die Ice Road, die jedes Jahr im Dezember mit hohem Aufwand auf dem zugefrorenen Mackenzie River angelegt wurde, zu erreichen. Für die Inuit wurde der Fluss dann zu einer wichtigen Verkehrsverbindung, weil nur so größere Warentransporte ohne die Hilfe von Flugzeugen durchgeführt werden konnten. 2017 eröffnete der Northwest Territories Highway 10, welcher damit die 2017 endgültig geschlossene Tuktoyaktuk Winter Road ersetzt. Nach dem Abschluss der Bauarbeiten, die 2014 begonnen hatten, wurde die Straße zwischen Inuvik und Tuktoyaktuk am 15. November 2017 endgültig eröffnet. Durch den Highway möchte man unter anderem den Tourismus in der Region ankurbeln.
Neben dem Dempster Highway mit dem Tombstone Territorial Park bietet auch der Top of the World Highway Aussicht auf weite Täler und blühende Bergketten. Er verbindet West Dawson, YT – Kanada mit Alaska, USA. Der Grenzübergang ist ungefähr 127 Kilometer (79 Miles) entfernt. Der Highway ist zwischen September und Mai gesperrt.
Etwa 15 Kilometer östlich der Gemeinde befindet sich der Dawson City Airport (IATA-Flughafencode: YDA, ICAO-Code: CYDA, Transport Canada Identifier: -). Der Flugplatz verfügt seit Mai 2019 über eine asphaltierte Landebahn von 1.525 m Länge.

## Söhne und Töchter der Stadt
(chronologisch nach Geburtsjahr)
- John D. Ferry (1912–2002), Chemiker
- Victor Jory (1902–1982), Schauspieler
- Geraldine Van Bibber (* 1951), 2005–2010 Commissioner of the Yukon

## Persönlichkeiten in Verbindung mit Dawson City
- Eskimo Welzl (1868–1948), tschechischer Abenteurer, Weltreisender und Autor, lebte von 1930 bis zu seinem Tod als Einsiedler in Dawson.
- Oswald Wiener (1935–2021), österreichisch-kanadischer Schriftsteller, Kybernetiker und Sprachtheoretiker, lebte zeitweilig in Dawson.